# Nig Clarke
Jay Justin "Nig" Clarke (15 de dezembro de 1882 – 15 de junho de 1949) foi um jogador profissional de beisebol canadense que atuou como catcher na Major League Baseball (MLB) por nove temporadas pelo Detroit Tigers, Cleveland Naps, St. Louis Browns, Philadelphia Phillies e Pittsburgh Pirates. Em 506 partidas na carreira,  Clarke teve um aproveitamento ao bastão de 25,4% com 20 triplas, 6 home runs e 127 RBIs.
Nascido no Canadá e criado em Michigan, Clarke iniciou sua carreira no beisebol em 1902, onde dizem que rebateu oito home runs enquanto jogava pelo Corsicana Oil Citys da Texas League. Dali, passou mais duas temporadas nas ligas menores antes de assinar contrato com o Cleveland Naps. Além de ter sido emprestado para o Detroit Tigers, Clarke jogou pelos Naps por seis temporadas. Foi então negociado com o St. Louis Browns, onde jogou por uma temporada. Após vários anos nas ligas menores, Clarke se juntou ao Corpo de Fuzileiros Navais dos Estados Unidos. Retornou às grandes ligas e jogou ali até 1920, voltando às ligas menores até 1927. Clarke se aposentou do beisebol, retornando aos Fuzileiros, se mudou para River Rouge, Michigan, onde viveu até sua morte em 1949.

## Início
Clarke nasceu em 1882 em Anderdon Township (agora Amherstburg), Ontário, Canadá. Se mudou para  Detroit, Michigan ainda criança em abril de 1888. Começou jogando no beisebol semi-profissional em Adrian, Michigan, onde estudou na Assumption University em Windsor, Ontário. Ainda no início de sua carreira, foi lhe dado o apelidado de "Nig" pelos jornais por sua compleição escura.